# Coenonympha burdigalensisi
Coenonympha burdigalensisi är en fjärilsart som beskrevs av Pionneau 1937. Coenonympha burdigalensisi ingår i släktet Coenonympha och familjen praktfjärilar. Inga underarter finns listade i Catalogue of Life.